# TacOps
TacOps là wargame theo lượt ban đầu được phát hành vào năm 1994. Trò chơi này do hãng Major I.L. Holdridge, USMC (ret) phát triển với nội dung mô tả chi tiết cuộc chiến giả tưởng mang tính hiện đại giữa quân đội Mỹ với phe đối lập OPFOR được trang bị đủ loại khí tài khác nhau từ khắp nơi trên thế giới. Những bổ sung sau đó đã thêm vào các đơn vị cho quân đội Canada, Úc và New Zealand cùng Thủy quân lục chiến Mỹ.

## Lối chơi
Thay vì chuyển động dựa trên bản đồ màn chơi dưới dạng hình lục giác hoặc ô vuông điển hình, lực lượng quân sự di chuyển xung quanh mà không có ô vuông. Người chơi lần lượt ra lệnh và sau đó xem các trận đánh diễn ra trên bản đồ. Ngoài ra, người chơi không thể điều khiển trực tiếp nơi quân mình nã đạn mà thay vào đó là kiểm soát các thông số như vùng hỏa lực và phạm vi giao tranh. Trò chơi này được coi là có lối chơi rất thực tế và chứa đựng cả một cơ sở dữ liệu với thông tin và hình ảnh cho tất cả các đơn vị trong game.
Game chơi được chia thành hai giai đoạn. Trong giai đoạn dàn quân thời gian không trôi qua trong game và có thể ra lệnh dàn quân lâm chiến với đối phương. Trong giai đoạn chiến đấu, các lệnh này được thực hiện và người chơi chỉ có thể xem kết quả khi thời gian trận đấu trôi qua 60 giây.
Trong giai đoạn dàn quân theo lượt, khi người chơi nhấp vào một đơn vị quân thì sẽ hiện ra Hộp Dàn quân. Người chơi có thể ra lệnh cho đơn vị di chuyển ở đâu và trong số các tùy chọn khác, vị trí mà đơn vị phải đối mặt, có bị lộ hay không và lệnh của khu vực tung hỏa lực (với các mức độ ưu tiên khác nhau). Sau khi người chơi hài lòng với mệnh lệnh mà mình đưa ra thì có thể chuyển sang giai đoạn chiến đấu. Giai đoạn này đại diện cho 60 giây và thường được chia thành bốn phân đoạn 15 giây, trong đó các đơn vị quân tiến hành khai hỏa và di chuyển tới nơi đã định sẵn.

## Lịch sử
- 1994 TacOps cho Macintosh v0.  Arsenal Publishing.
- 1996 TacOps cho Windows v1.  Arsenal Publishing.
- 1998 TacOpsNZ v2.  Phiên bản tùy chỉnh được cấp phép cho Quân đội New Zealand. Avalon Hill Game Company.
- 1998 TacOps Classic Edition v2.  Avalon Hill Game Company.
- 1998 TacOpsMC v2.  Phiên bản tùy chỉnh được cấp phép cho Thủy quân lục chiến Hoa Kỳ. Avalon Hill Game Company.
- 1999 TacOpsCF v2 and v3.  Phiên bản tùy chỉnh được cấp phép cho Lực lượng Vũ trang Canada (Quân đội Canada).  Battlefront.com.
- 2000 TacOps v3.  Battlefront.com.
- 2000 TacOpsCav v3. Phiên bản tùy chỉnh được cấp phép cho Quân đội Mỹ. Battlefront.com.
- 2002 TacOpsCav v4. Phiên bản tùy chỉnh được cấp phép cho Quân đội Mỹ. Battlefront.com.
- 2002 TacOps v4.  Battlefront.com.
- 2003 TacOps ANZAC v4. Phiên bản tùy chỉnh được cấp phép cho Quân đội Úc và Quân đội New Zealand.  Battlefront.com.
- 2004 TacOps ANZAC v5. Phiên bản tùy chỉnh được cấp phép cho Quân đội Úc và Quân đội New Zealand.  Battlefront.com.
- 2003 TacOpsMC v4.  Phiên bản tùy chỉnh được cấp phép cho Thủy quân lục chiến Hoa Kỳ. Battlefront.com.
- 2004 TacOpsMC v5.  Phiên bản tùy chỉnh được cấp phép cho Thủy quân lục chiến Hoa Kỳ. Battlefront.com.
- 2006 TacOps v4.0.6 AH (Cấp độ bản vá lỗi hiện tại tính đến ngày 1/10/2008)

## Demo
Hãng Battlefront.com đã cung cấp phiên bản demo. Game đột nhiên biến mất khỏi cửa hàng trực tuyến vào năm 2018. Nhà phát triển không tìm ra được nhà phát hành nào tiếp theo.

## Đón nhận
TacOps là á quân cho giải "Trò chơi chiến tranh hay nhất" năm 1996 của Computer Game Entertainment, giải thưởng cuối cùng thuộc về Tigers on the Prowl 2. Các biên tập viên đã tóm lược TacOps là trò chơi "xuất sắc".